# 바일레

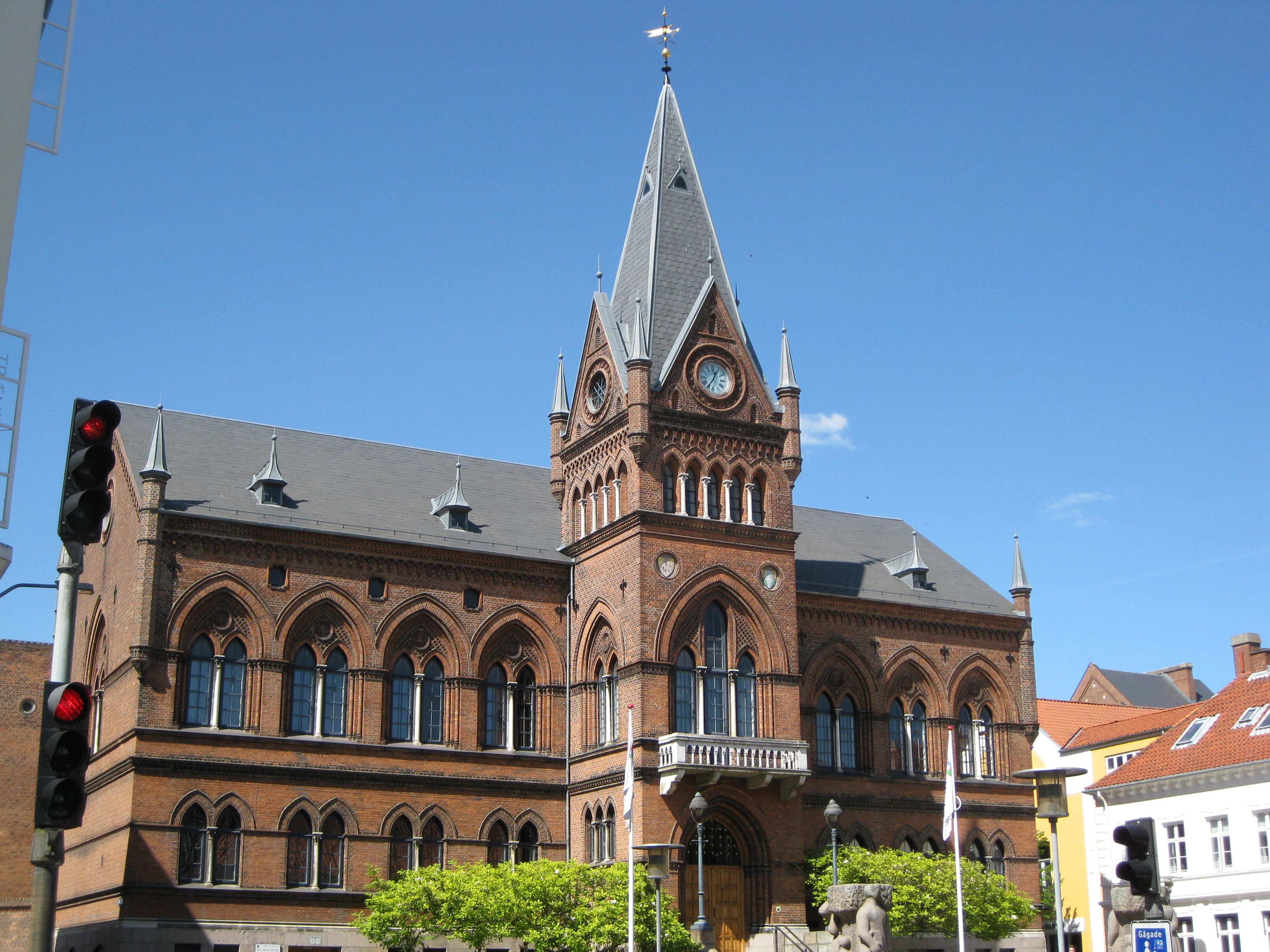
바일레 구 시청사

바일레(덴마크어: Vejle)는 덴마크 윌란반도 남동부에 위치한 도시로, 도시 인구는 51,804명(2012년 1월 1일 기준), 지방 자치체 인구는 108,021명(2012년 1월 1일 기준)이며 행정 구역상으로는 남덴마크 지역 바일레 시에 속한다. 덴마크에서 9번째로 큰 도시이며 1327년 시로 승격되었다.